# Персональная электронная карта здоровья
Персональная электронная карта здоровья (ПЭКЗ) — электронное приложение, используемое пациентами для поддержания и управления медицинской информацией об их персональном здоровье в частном, безопасном и конфиденциальном порядке.
Эта информация может быть получена из различных источников, в том числе от медицинских работников и от самих пациентов. ПЭКЗ помогает пациенту надёжно и конфиденциально хранить и контролировать необходимую для него медицинскую информацию в стандартном виде, в том числе: историю болезней и обследования, даты госпитализации, оперативных вмешательств, хронические болезни, семейный анамнез, данные лабораторных анализов и обследований, диагнозы, данные страхового полиса, предписанную диету, данные из систем домашнего мониторинга, выписанные лекарства и схемы их употребления, данные генетического тестирования, список аллергенов, побочные реакции на медикаменты, историю и план иммунизации, согласие или наоборот отказ пациента быть донором органов в случае смерти, контактные телефоны врачей, поликлиник и реабилитационных центров, тренажерных залов, косметолога, а также многое другое необходимое для поддержания здоровья.
Например, биотелеметрические системы домашнего мониторинга здоровья будут включать в себя беспроводные глюкометры, весы, сфигмоманометры, спирометры, пульсоксиметры, ЭКГ, такие как Кардиомонитор CardioQVARK, инфракрасные термометры, которые будут передавать информацию в системы электронных медицинских карт с помощью 3G/4G LTE/5G-связи. Это позволит вести отдалённое наблюдение за амбулаторными пациентами и пожилыми людьми, требующими дополнительного внимания (например, из-за неспособности регулировать экскреторные функции (мочеиспускание и дефекацию)). Помимо этого медсестра или фельдшер в сможет проводить комплексное обследование пациентов в сельской амбулатории под руководством врача, который находится за сотни километров от больного, используя телемедицинские системы.
В 2016 году в Москве была сделана попытка организовать «виртуальный госпиталь», рассчитанный на пациентов с тяжёлыми заболеваниями сердца или другими сложными диагнозами. Пациенту выдавался браслет, который способен измерять пульс, артериальное давление, частоту сердцебиения, кардиограмму и уровень сахара в крови, а также оснащён датчиком геолокации ГЛОНАСС. Предлагалось внедрить электронную историю родов, которая содеражала бы данные о лекарствах, лабораторных анализах, медицинских процедурах и персонале, который их выполнял. ПЭКЗ, интегрирующая данные об анализах, данных обследования врачей, индивидуальный и семейный анамнез, оценку риска тех или иных заболеваний по данным генетического тестирования и сделанные на основании этих данных рекомендации, в том числе по спорту и питанию, используется в московском медцентре «Атлас».
При обращении в медицинское учреждение такая карта используется для регистрации без использования бумаги и позволяет врачу сэкономить время на заполнение данных о пациенте — ему достаточно подключить ПЭКЗ к его компьютеру и дополнить её результатами его обследования.
При выписке электронных рецептов компьютерные программы, проанализировав ПЭКЗ, могут подсказать врачу, подходит ли выписываемое пациенту лекарство с учётом перенесённых им заболеваний и состояния его здоровья, а сообщить о взаимодействии выписываемого лекарства с другими препаратами, травами и пищевыми добавками используемыми пациентом. В случае редких лекарств или экстемпоральной рецептуры пациенту не придётся искать их по разным аптекам — система сама может найти аптеку и переслать в неё рецепт. ПЭКЗ может быть использована для подключения к системам компьютеризованной диагностики электронной истории болезни типа IBM Watson, в том числе к программе «Авиценна» (Avicenna), созданной IBM для автоматического исследования кардиограмм и рентгеновских снимков; Verily фирмы Google Life Science или медицинским роботом типа «Ask A Doctor». По мере развития подобных систем они смогут выдавать все более точные диагнозы, снимая с больниц нагрузку и давая врачам возможность сосредоточиться на больных, кому диагноз поставить трудно. Кроме того ПЭКЗ может быть использована для взаимодействия с онлайн-консультирующими организациями типа Carenet Healthcare Services, помогающими пациентам в выборе лечебного заведения для лечения, советами квалифицированных медсестер в вопросах ухода за больным, виртуальными консультациями врача, решением юридических проблем, связанных с здравоохранением.
На случай потери карты пациентом и для исключения возможности подделки данных, при каждой новой записи она дублируется в Центральном (национальном) хранилище медицинской информационной системы после автоматической сверки и верификации предыдущих записей. При пересылке этих данных используется биометрическая система аутентификации пациента, шифровка и дифференцированный доступ разных врачей к информации на ПЭКЗ Централизованная система позволяет врачу в любом медучреждении и в машине скорой помощи быстро получить всю информацию о пациенте, независимо от того где ранее этот пациент получал медицинскую помощь. Помощь во внедрении такой системы может оказать создание Единой государственной системы здравоохранения, хотя процесс идёт с задержками.
Медицинская документация, оформленная в электронном виде, имеет юридическую силу. Например, с 1 июля 2017 года на всей территории России начали действовать электронные больничные. В том же году сообщалось, что в Москве произойдет полный переход на электронные амбулаторные карты, а также выдачу электронных справок из психоневрологического и из наркологического диспансеров.